# Calvetia osheai
Calvetia osheai is een mosdiertjessoort uit de familie van de Calvetiidae. De wetenschappelijke naam van de soort is voor het eerst geldig gepubliceerd in 2003 door Taylor & Gordon.